# Gilman-Moore-Reaktion
Die Gilman-Moore-Reaktion ist eine Namensreaktion in der Organischen Chemie. Erstmals beschrieben wurde sie 1957 von den amerikanischen Chemikern Henry Gilman (1893–1986) und Leonard O. Moore. Sie dient der Synthese von Phenoxazin.

## Zur Reaktion
Diese Reaktion erlaubt es, bei bis zu 295 °C ausgehend von 2-Aminophenol 1 und dessen Hydrochlorid 2 unter Abspaltung von Wasser und Ammoniumchlorid Phenoxazin 3 zu synthetisieren. Beim Ringschluss des Heterocyclus Phenoxazin werden zwei Bindungen neu geknüpft, diese sind in der Abbildung rot markiert: